# 柏木孝夫
柏木 孝夫（かしわぎ たかお、1946年12月6日 - ）は、日本の工学者。東京工業大学大学院教授、先進エネルギー国際研究センター長を歴任し、2012年に退職。その後特命教授・先進エネルギー国際研究センター長として奉職。2012年から東京工業大学・東京農工大学名誉教授。
　エネルギー・環境システム解析を専門とし、わが国のスマートエネルギービジョンに対しベストミックスの重要性を論文や著書などにより逸早く提唱すると共に、エネルギー政策立案にも関与している。東京工業大学教授だけでなく、名古屋大学、九州大学の併任教授も歴任した。また2013年から2015月年まで東京都市大学教授、2023年から電気通信大学特任教授。

## プロフィール
東京都生まれ。1965年東京学芸大学附属高等学校を卒業し、1970年東京工業大学工学部卒業、その後同大学大学院修士・博士課程を経て1979年東京工業大学より工学博士の学位を授与される。
1975年東京工業大学工学部助手、1984年東京工業大学工学部助教授、1988年東京農工大学工学部教授、1995年IPCC第二次報告書執筆代表者、1996年九州大学機能物質科学研究所教授併任、2004年東京農工大学評議員・図書館長、2007年東京工業大学大学院教授、2011年放送大学客員教授（2015年度）、2013年東京都市大学教授（2015年度）、2012年東京工業大学特命教授・名誉教授・先進エネルギー国際研究センター長、2012年東京工業大学・東京農工大学名誉教授。2018年から2023年まで内閣府戦略的イノベーションプログラム第2エネルギー環境分野プロジェクトディレクター(PD)さに任命され、内閣府からSIPアンバサダーの称号を与えられた。2022年東京工業大学ゼロエネルギー研究所GXI最高顧問.2023年から電気通信大学特任教授。
大学外で以下の役職を歴任している。
- 低炭素投資促進機構：理事長
- 新エネルギー導入促進協議会：代表理事
- 日本サステイナブルコミュニティ協会：代表理事
- レジリエンスジャパン推進協議会理事
- コージェネレーション・エネルギー高度利用センター（コージェネ財団）：理事長
- 省エネルギーセンター：評議員
- 熱・電気エネルギー技術財団：評議員
- Stanford University GCEP International Advisory Board Member
- HIｰACT(Hydrogen Integration for Accelerated Energy Transitions) Advisory Board Member
- 資源エネルギー庁　総合エネルギー調査会新エネルギー部会長
- 資源エネルギー庁総合資源エネルギー調査会省エネ.新エネ分科会長、
- 電力・ガス事業分科会電力・ガス基本政策小委員会副委員長[1]
- 資源エネルギー庁水素燃料電池戦略協議会座長
- 内閣官房　ナショナル・レジリエンス懇談会　委員(エネルギー担当
- 内閣府　総合科学技術・イノベーション会議　エネルギー戦略協議会　座長
- 環境省　温室効果ガス排出量算定方向検討会　委員
- 総務省　自治体主導の地域エネルギーシステム整備研究会　会長　[2]

## 受賞歴
- 2019年　エネルギーフォーラム優秀賞
- 2017年　ISHPC2017 The Georg 　　　　Alfeld　Memorial Award
- 2014年　日本エネルギー学会功績賞
- 2008年　文部科学大臣表彰科学技術賞(研究部門)
- 2004年　日本冷凍空調学会学術賞
- 2003年　エンジニアリング功労者賞
- 2003年　日本エネルギー学会　学会賞(学術部門)
- 2002年　エネルギーフォーラム優秀賞
- 1998年　日本冷凍空調学会学賞
- 1996年　日本冷凍協会学術賞
- 1986年　日本機械学会論文賞
- 1981年　米國商務省NBS(現NIST)Best

　　　　　Paper Award

## 著書
- 超スマートエネルギー社会5.0 :エネルギーフォーラム(2018)
- コージェネ革命～地方創生と新たな成長の切り札～　：日経BP(2015)
- スマートコミュニティ：監修・時評社(2012)
- エネルギー革命～3.11後の新たな世界へ～：日経BP(2021)
- スマート革命～社会の未来像を示す～：日経BP(2010)
- 炎で冷やした半世紀～吸収冷凍技術の進展～：(社)日本冷凍空調学会(2002)
- マイクロパワー革命：TBSブリタニカ(2001)
- 天然ガスの高度利用技術～開発研究の最前線～：NTS(2001)
- エネルギー活用事典：産業調査会(1999)
- エネルギーシステムの法則：産業調査会(1996)
- 蓄熱工学２〈応用編〉：森北出版(1995)
- 吸収ヒートポンプの進展：ガス事業新聞社(1995)
- 2050年への挑戦：電力新報社(1993)